# Rue Gallieni
La rue Gallieni est une voie de communication située à Boulogne-Billancourt, dans le département des Hauts-de-Seine, en France.

## Situation et accès

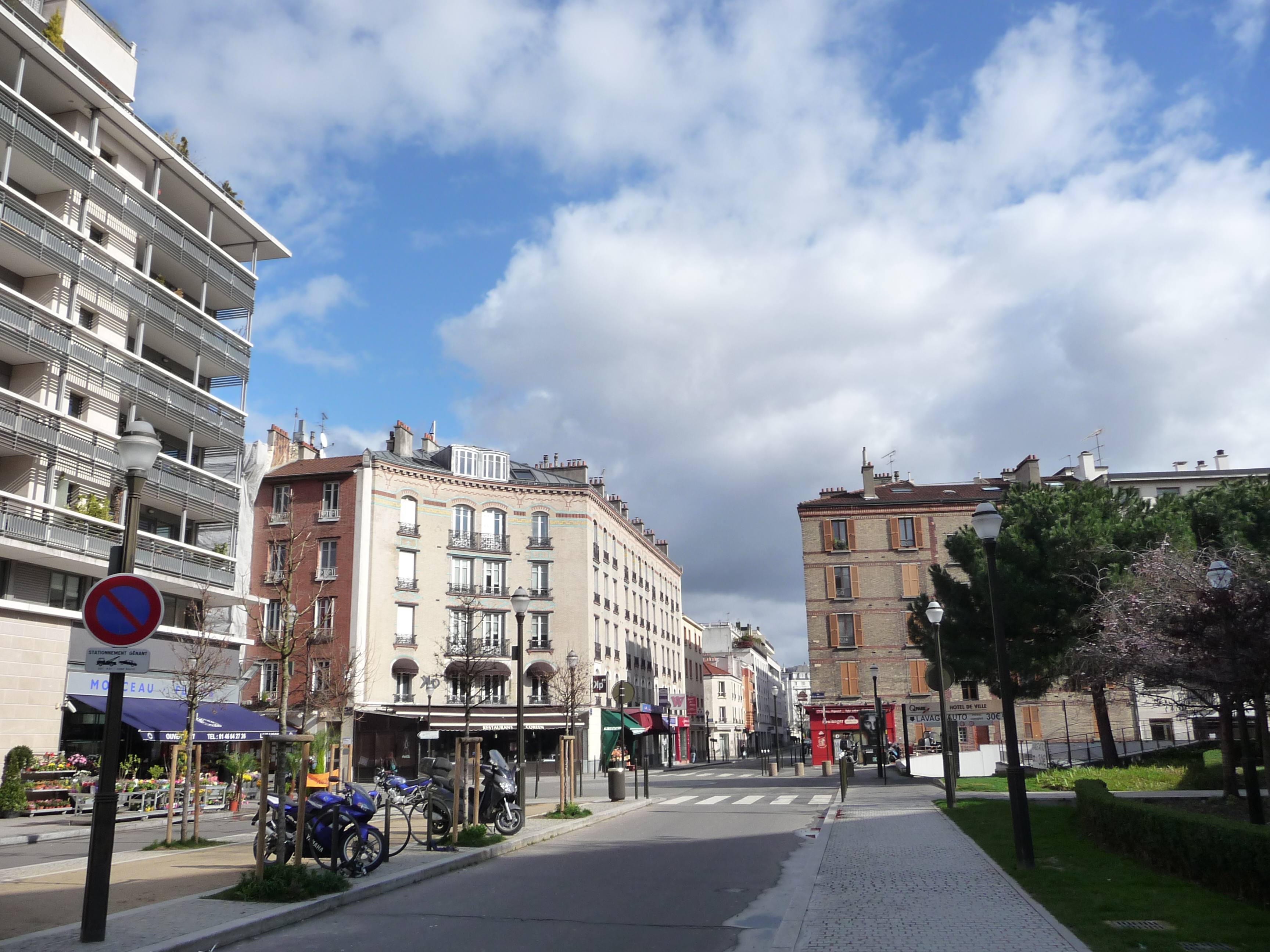
La rue Gallieni.

Cette rue est desservie par la station de métro Marcel Sembat sur la ligne 9 du métro de Paris.
Elle commence à l'ouest, au quai Alphonse-Le-Gallo, anciennement quai de Boulogne, et croise notamment le boulevard Jean-Jaurès. Elle se termine à la limite de Paris.

## Origine du nom

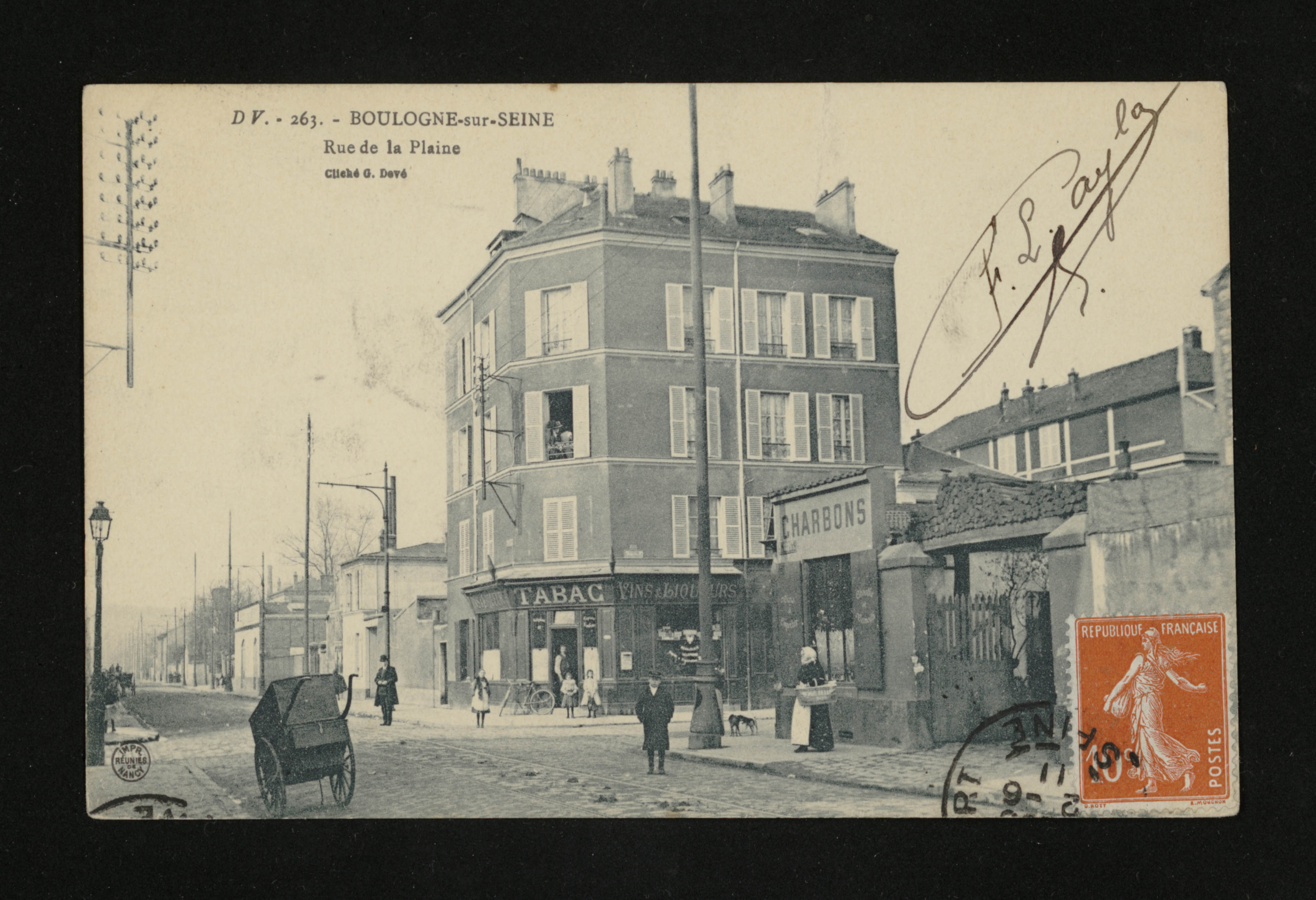
Carte postale - Boulogne-Billancourt - Rue de la Plaine.

Cette rue a été nommée en hommage à Joseph Gallieni (1849-1916), militaire et administrateur colonial français.

## Historique

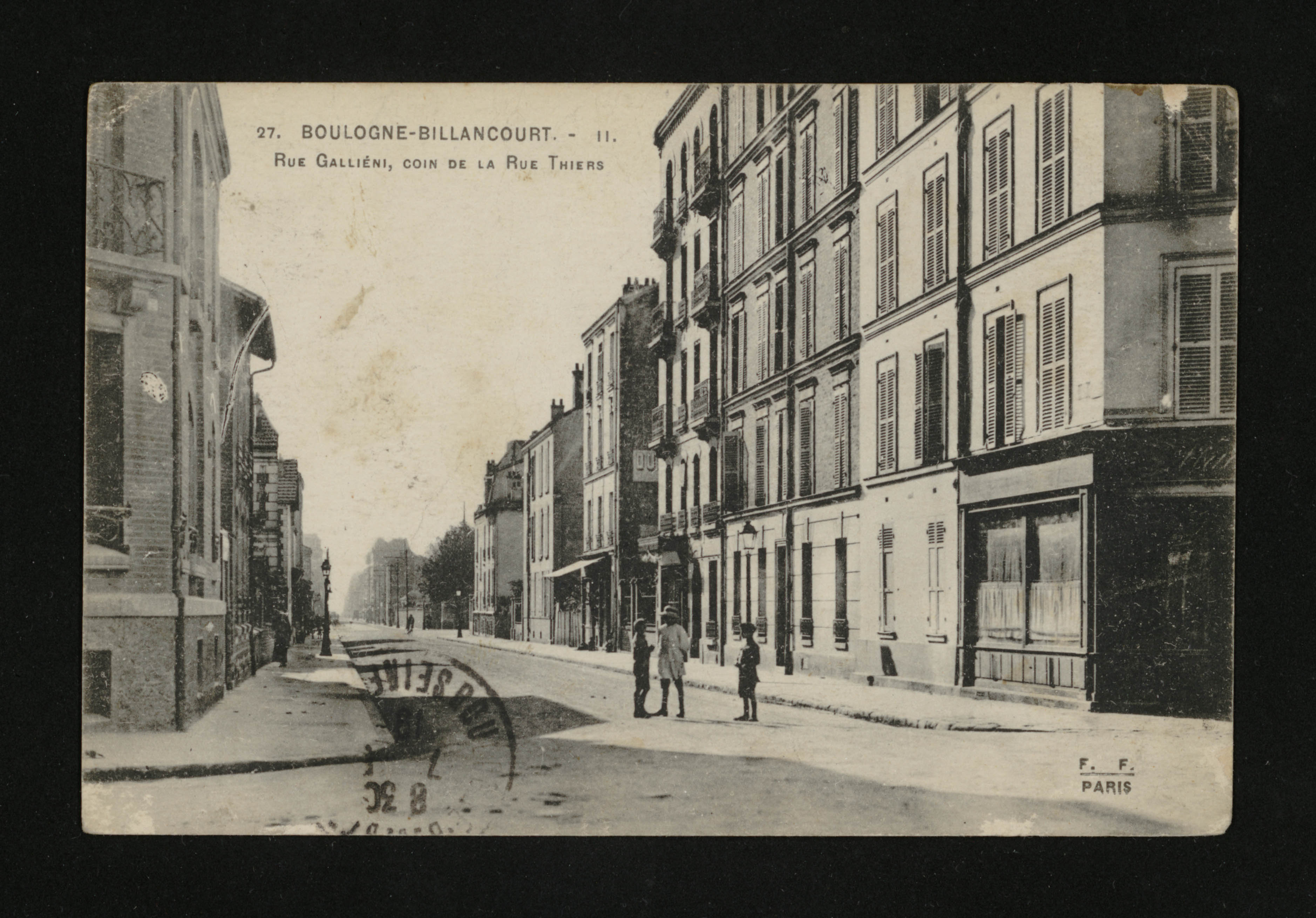
Rue Galliéni, angle de la rue Thiers.

Cette voie est formée de la réunion de la « rue de la Plaine » et de la « rue Legrand ».
La rue de la Plaine a été créée en 1852 pour évacuer les eaux polluées des blanchisseries de la rue de Sèvres vers la Seine. 
Le nom de rue de la Plaine a été remplacé par celui du Général Galliéni par décision du conseil municipal du 28 juillet 1916. La rue Legrand a été incorporée à la rue Galliéni en 1936, alors encore appelée « avenue du Général-Gallieni » jusque dans les années 1930. Elle s'est trouvée amputée d'un segment qui rejoignait la route de la Reine après la construction du boulevard périphérique, dans les années 1970.
La rue Gallieni est une des cent-cinquante-neuf voies de circulation limitrophes de la capitale, représentées en 1971 sur la série photographique 6 mètres avant Paris.

## Bâtiments remarquables et lieux de mémoire
- Cimetière de l'Ouest.
- Jardin de la Porte-de-Saint-Cloud et square Roger-Coquoin.